# Слобода наспрам дозволе
У моралној и правној филозофији постоји разлика између концепата слободе и дозволе. Први се бави правима појединца; други обухвата изричиту дозволу (или недостатак исте) за више од једне особе да се бави неком активношћу.
Као резултат тога, слободе обично укључују права која су обично призната (често, не увек, на безуслован начин) од стране владе (и приступ којима се теоретски спроводи против било каквог мешања). Лиценце, с друге стране, се додељују појединцима који користе одређену ствар, изражавајући дозволу за коришћење ствари или услуге под одређеним, условним условима и границама употребе.

## Види јиш
- Права потраживања и права слободе
- Негативна и позитивна права